# 개인화기
개인화기는 개인이 휴대하며 운용할 수 있는 상대적으로 가벼운 화기류를 뜻한다. 주로 소총, 권총 등의 총기류가 여기에 해당된다.
한편, 군사적 관점에서는 보통 장병 각 개인별에게 1정씩 지급하여 운용 및 관리하도록 한 화기를 말하며, 여러 명에게 운용 및 관리하도록 한 공용화기의 반대 개념이다.

## 같이 보기
- 공용화기
- 분대지원화기